# Livingston (Illinois)
Livingston – wieś w Stanach Zjednoczonych, w stanie Illinois, w hrabstwie Madison.